# Tomás Arias Marín de Cubas
Tomás Arias Marín de Cubas (Telde, 28 de noviembre de 1643 - Las Palmas, 25 de febrero de 1704) fue un médico e historiador canario.
Nació en Telde (isla de Gran Canaria, Canarias), hijo de Juan Bautista Marin de Cubas, alguacil mayor y capitán del tercio de Telde, y de Iñiga de Melgarejo Villacencio, ambos naturales de la isla. Su infancia transcurrió en un entorno de clase media alta canaria, vinculada el estamento religioso.  
Entre 1656 y 1660 estudió lógica y filosofía con los franciscanos del convento de Santa María de La Antigua de Telde. En 1662 se marcha a España, donde estudia medicina en la Universidad de Salamanca, recibiendo el grado de bachiller en artes y doctor en medicina, llegando a ejercer en el periodo 1664-65 como catedrático provisional de astrología.  Se estableció en Salamanca, donde abrió consulta profesional y se casó con Agustina Donato de Casteñeda, con quien tuvo cuatro hijos. Regresó a Gran Canaria dos décadas después, aunque no hay acuerdo con la fecha, si bien en 1682 según algunos biógrafos, o 1683 según las anotaciones de su diario "estando yo por veinte i dos años en Spaña, año de 1683 que volví a mi patria". Se instaló en la capital de la isla, donde falleció en 1704, a la edad de 61 años.
Aunque su vida profesional estuvo dedicada al ejercicio de la medicina, pasó a la posteridad por su afición a la historia de Canarias, dejando escritas varias obras, principalmente recopilaciones, como su "Conquista de las Siete Islas de Canaria" o su obra principal titulada Historia de las Siete Islas de Canaria, de 1694.  , publicada por vez primera en 1687. Se trata de amplias documentaciones relativas a los hechos históricos del siglo XV en las Islas Canarias correspondientes a la conquista y colonización de los europeos, incluyendo numerosas informaciones sobre la cultura y costumbres de los nativos canarios.